# Un hombre discreto
Un hombre discreto es el título del cuarto álbum de estudio grabado por el intérprete mexicano Manuel Mijares. Fue lanzado al mercado por la empresa discográfica Capitol/EMI Latin el 21 de noviembre de 1989 ganando 7 discos de oro y 3 discos de platino.

## Historia
Este álbum marcó un cambio muy significativo en la carrera del artista. Mijares comenzó a trabajar con un nuevo equipo lidereado por el mismo y por el compositor Daniel Freiberg. El álbum contiene dos de los temas que se convirtieron en sus más grandes éxitos hasta el momento: «Baño de mujeres» y la poderosa balada romántica «Para amarnos más». Esa última fue interpretada por primera vez y originalmente por la cantante argentina Tormenta. Dicho trabajo significó el éxito más grande de su carrera hasta 1991.

## Lista de canciones

### Un hombre discreto (Edición LP)
| Lado A |                      |                              |          |  |
| N.º    | Título               | Escritor(es)                 | Duración |  |
| 1.     | «No es normal»       | Alex y Sergio Soler          | 4:20     |  |
| 2.     | «Un hombre discreto» | Marco Flores                 | 4:38     |  |
| 3.     | «Para amarnos más»   | Adrián Possé · Carlos Nilson | 3:28     |  |
| 4.     | «Me acordaré de ti»  | Marco Flores                 | 3:34     |  |
| 5.     | «Piel de luna»       | Fanigletti · Reytaro · Fusco | 4:18     |  |

| Lado B |                      |                                   |          |  |
| N.º    | Título               | Escritor(es)                      | Duración |  |
| 1.     | «Baño de mujeres»    | Hernán "Pony" González            | 3:11     |  |
| 2.     | «Leña seca»          | Suaren · Marquéz                  | 4:03     |  |
| 3.     | «Fuera de combate»   | Valeria Lynch · Marcelo Alejandro | 3:58     |  |
| 4.     | «No busques más»     | Miguel Mateos · Andrwet           | 4:15     |  |
| 5.     | «Alfonsina y el mar» | Ramírez · Luna                    | 4:58     |  |

## Sencillos
- «Para amarnos más»
- «Baño de mujeres»
- «Me acordaré de ti»
- «Leña seca»

### Posicionamientos
| #  | Título              | México | Hot Latin Tracks Estados Unidos | Argentina | Costa Rica | Chile | Colombia | Venezuela | Uruguay |
| -- | ------------------- | ------ | ------------------------------- | --------- | ---------- | ----- | -------- | --------- | ------- |
| 1. | "Para amarnos más"  | #1     | #1                              | #1        | #1         | #1    | #1       | #1        | #1      |
| 2. | "Baño de mujeres"   | #1     | #3                              | #5        | #4         | #1    | #1       | #3        | #1      |
| 3. | "Me acordaré de ti" | #2     | #3                              | #2        | #4         | #1    | #3       | #4        | #1      |

### Posicionamientos del álbum
El álbum logró la 4.ª posición en el Billboard Álbumes de Pop latino.